# Adoretus endroedii
Adoretus endroedii är en skalbaggsart som beskrevs av Frey 1973. Adoretus endroedii ingår i släktet Adoretus och familjen Rutelidae. Inga underarter finns listade i Catalogue of Life.